# Clematis haenkeana
Clematis haenkeana là một loài thực vật có hoa trong họ Mao lương. Loài này được C.Presl mô tả khoa học đầu tiên năm 1831.